# 보비 라이언
로버트 "보비" 라이언(영어: Robert "Bobby" Ryan, 1987년 3월 17일 ~ )은 미국의 아이스하키 선수로 포지션은 라이트윙이다. 최근까지 내셔널 하키 리그(NHL)의 디트로이트 레드윙스에서 뛰었다.